# خالیاجوری
خالیاجوری (به لاتین: Khaliajuri) یک منطقهٔ مسکونی در بنگلادش است که در ناحیه نتروکونه واقع شده‌است. خالیاجوری ۲۹۷٫۶۴ کیلومتر مربع مساحت و ۹۷٬۴۵۰ نفر جمعیت دارد.